# Casey Cagle

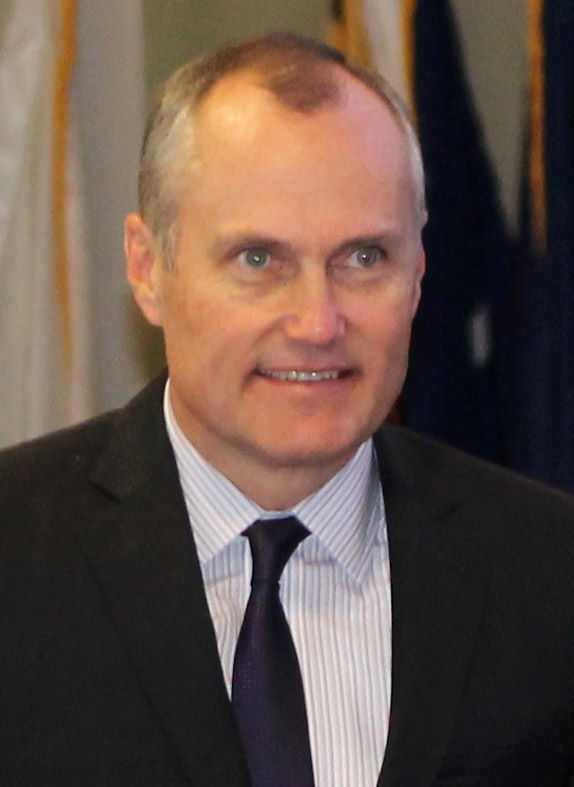
Casey Cagle, 2013

Casey Cagle (* 12. Januar 1966 im Hall County, Georgia) ist ein US-amerikanischer Politiker und war von Januar 2007 bis Januar 2019 der 11. Vizegouverneur des Bundesstaates Georgia.
Casey Cagle besuchte das Gainesville College und studierte an der Georgia Southern University in Statesboro. 1994 wurde er im Alter von 28 Jahren in den Senat von Georgia gewählt und war von 1995 bis 2005 als Senator tätig. Cagle wurde am 7. November 2006 an der Seite von Gouverneur Sonny Perdue zum Vizegouverneur von Georgia gewählt. Damit ist er der erste Republikaner in der Geschichte des Bundesstaates, der dieses Amt ausübt. Auch unter Perdues Nachfolger Nathan Deal, der im Januar 2011 den Gouverneursposten übernahm, amtiert Cagle weiterhin als Vizegouverneur. Im Jahr 2014 wurde er erneut wiedergewählt. Bei der nächsten Wahl 2018 verzichtete er auf eine erneute Kandidatur für das Amt des Vizegouverneurs und strebte stattdessen eine Nominierung als republikanischer Kandidat bei der Gouverneurswahl an. In der Primary unterlag er jedoch Brian Kemp, dem bisherigen Secretary of State von Georgia.
Cagle ist verheiratet und hat drei Söhne.